# 月湖 (云南)
月湖是中国云南省石林彝族自治县的一个岩溶湖泊，因形似弯月而得名，地处石林县城鹿阜街道东北28公里，石林景区东15公里处，也是石林风景名胜区的景点之一，周长12.6公里，海拔1906米，湖长3.6公里，最大宽1.4公里，平均宽0.7公里，面积2.4平方公里，是石林县最大的天然湖泊。属于珠江水系，以西街口泉水和山水为源，湖水从东部流出，注入北部的南盘江，湖中有数座岛屿:84。南昆铁路经过湖北岸。
早在明朝万历十三年（1585年），附近村民就凿通隧道，建立石闸，引湖水灌溉农田。1969年，改老闸为重力坝，扩大了输水隧道。经改造成为一座中型水库，库容1100万立方米，灌溉农田2000余亩。:226